# Phia Rilke
Sophie Entz (geboren 4. Mai 1851 in Prag; gestorben 21. November 1931 in Weimar) wurde bekannt als Phia Rilke, die Mutter von Rainer Maria Rilke.

## Leben
Sophie Entz war die Tochter von Carl (oder Karl) Entz, einem Kaufmann und Kaiserlichen Rat. Sie wuchs in dem kleinen Barockpalais der Prager Fabrikantenfamilie auf.
Früh bildeten sich bei der intelligenten, aber empfindlichen Frau gesellschaftlicher Ehrgeiz und die Hoffnung auf ein vornehmes Leben aus. Sie hatte eine kontakt- und reisefreudige Künstlernatur und wechselnd hoch euphorische und tief depressive Phasen. Sie war sehr religiös und Vegetarierin.
Sie heiratete am 24. Mai 1873 den späteren Bahnbeamten Josef Rilke (1839–1906), mit dem sie in Prag lebte. Ihre erste Schwangerschaft endet in einer Frühgeburt; die Tochter überlebt nicht. Ab diesem Zeitpunkt trug sie vorzugsweise vollkommen schwarze Trauerkleidung. Auch der am 4. Dezember 1875 geborene Sohn René Karl Wilhelm Johann Josef Maria Rilke, der sich später Rainer Maria Rilke nannte, wurde nach nur sieben Monaten Schwangerschaft geboren. Sie ließ ihn vier Tage später zu Mariä Empfängnis taufen; sie selbst sah sich eng mit Maria sowie vielen weiteren katholischen Heiligen verbunden. Große Hoffnungen in René setzend, brachte sie ihm bereits früh Französisch bei und förderte seine künstlerische Bildung, etwa durch das Abschreiben und Vortragen klassischer Gedichte. Zugleich lebte sie auch ihren Wunsch nach einer Tochter an dem Sohn aus, der von ihr angeleitet oft Mädchenkleider trug.
1884 ging die Ehe mit Josef Rilke in Brüche, da Phia ihre Erwartungen nicht erfüllt sah. Ohne sich scheiden zu lassen, lebten sie und ihr Mann fortan getrennt. Bereits zuvor hatte sie durch ihre Reisefreudigkeit für Unmut im Familienkreis gesorgt, dadurch aber auch René seine ersten Italienerfahrungen gegeben. Nun erzog sie ihn kurze Zeit allein und gab ihn dann im gegenseitigen Einverständnis in die Kadettenanstalt St. Pölten, um selbst eine Nervenkur in Wien nehmen zu können. Danach lebte sie mit ihrem Sohn nie mehr dauerhaft zusammen. René kam stattdessen bei seinem Onkel väterlicherseits unter.
Phia Rilke reiste ab 1890 wieder vermehrt und verließ Prag nunmehr endgültig. Sie verkehrte abwechselnd in großen europäischen Städten und stillen Sanatorien, wobei sie Arco besonders bevorzugte. Diese emanzipatorische Freiheit wurde von Zeitgenossen als Vergnügungssucht interpretiert. Mit ihrem Sohn hielt sie intensiven Briefkontakt, besuchte ihn aber auch. Sie überlebte ihren Sohn um beinahe fünf Jahre. Sophia Rilke wurde 80 Jahre alt. Sie ruht auf dem Neuen Friedhof in Weimar.

## Rezeption
Das Frauenbild und die Vorlieben von Rainer Maria Rilke wurde durch seine Mutter stark geprägt. Dabei brachte Rilke gegenüber seiner Umwelt zahlreiche Zerrbilder ihres überspitzten, prätentiösen und verwöhnten Wesens in Umlauf und überzeichnete oft negative Charaktereigenschaften seiner Mutter. Phia Rilke wurde in der Folgezeit nach den Berichten von Rilkes Zeitgenossen beurteilt: Sie habe ihn als Kind in Mädchenkleider gezwungen, ihn Staub wischen und ihn mit hoher Fistelstimme sprechen lassen. Neben dem Wahn, adelig zu sein und den Versuchen, Gästen durch Optik eine größere Wohnung vorzutäuschen, sei sie übermäßig fromm gewesen und habe ihm eine verlorene und entbehrungsreiche Kindheit gegeben. Phia Rilke sei eine leidende Frau gewesen, an der sich ihr Sohn zeitlebens abarbeiten musste. Gedichte wie Ach wehe, meine Mutter reißt mich ein dienten Rilke-Schülern über Jahrzehnte als Hauptquelle, um ein Bild von Rilkes Mutter als seine neurotische Antagonistin zu prägen.
Andere Gedichte und die Briefe Rilkes, in denen er seine Mutter anspricht oder auf sie anspielt, spiegeln jedoch auch seine Dankbarkeit und Verbundenheit mit ihr wider. Bekannt hierfür sind seine Berichte über die von ihr gestalteten Weihnachtsfeste seiner Kindheit. Die 2009 vollständig erschlossene Korrespondenz zwischen Mutter und Sohn umfasst über 1.100 Briefe und ergibt ein Bild des Sohnes, der seine Mutter trotz einiger Spannungen verstand, liebte und verehrte. Der immer wieder formulierten Vermutung einer ödipalen Hassliebe zur Mutter wird damit widersprochen.
Von Phia Rilke verfasste Sentenzen, die sie in ihr Tagebuch schrieb, wurden 2002 als ihre Ephemeriden veröffentlicht.